# Hell's Bells
Hell's Bells är en amerikansk animerad kortfilm från 1929. Filmen ingår i Silly Symphonies-serien.

## Handling
Filmens handling utspelar sig i helvetet, där ett gäng demoner spelar musik för Satan. Efter ett tag ringer Satan i en klocka, och några demoner bjuder honom på mjölk från helvetet. Satan tycker att mjölken är god och dricker den snabbt, och kastar sedan en av demonerna till Kerberos som äter upp demonen. Satan skrattar och försöker sedan locka till sig en annan av demonerna, men demonen är rädd för att gå samma öde till mötes och flyr istället, och Satan jagar sedan demonen genom helvetet.

## Om filmen
I filmen spelas klassisk musik, till exempel I bergakungens sal av Edvard Grieg.